# 열정 (My Everything)
열정 (My Everything)은 대한민국 가수 천상지희 더 그레이스의 세 번째 싱글 앨범이다. 2006년에 발매되었다. 타이틀곡은 《열정 (My Everything)》이다.

## 수록곡
1. 열정 (My Everything)
2. The Final Sentence
3. IRIS (할 말이 있어요)
4. Faith
5. 열정 (My Everything - Radio Edit Ver.)